# A Mate for Life
A Mate for Life is de derde aflevering van het zevende seizoen van het tienerdrama Beverly Hills, 90210, die voor het eerst werd uitgezonden op 4 september 1996.

## Verhaal
De grote dag komt eraan waarop Nat en Joan gaan trouwen. Brandon en Steve halen op het vliegveld een dochter, Lily, op van Joan en het blijkt dat zij een wonderschone dame is die wel gecharmeerd is van Brandon. Brandon komt er al snel achter dat Lily een apart beroep uit oefent namelijk paaldanseres in een stripclub. Ze vraagt hem dit geheim te houden omdat haar moeder denkt dat ze aan ballet doet. Brandon komt er ook achter dat ze niet preuts is, dit maakt deze dagen extra leuk voor Brandon.
De sfeer tussen David en Donna is nog steeds om te snijden. Donna vraagt of David haar nog steeds wil helpen om te filmen op de bruiloft maar David zegt haar dat hij wel wat beters te doen heeft en dat maakt Donna boos en vraagt hem of ze de videocamera mag lenen. David vertelt haar ook dat hij gaat verhuizen en bij Mark Reese gaat wonen in Hollywood Hills. Daar kan ze de camera ophalen. Als Donna daar komt dan ziet zij David in gezelschap van knappe buurmeisjes en dat maakt haar een beetje jaloers.
De voorbereidingen voor de bruiloft zijn in volle gang en Steve neemt Nat mee voor zijn vrijgezellenfeest en komen terecht in een stripclub. Brandon gaat op stap met Lily en zij wil naar een vriendin die in een stripclub werkt en komen daar Nat en Steve tegen. Dit is een pijnlijk moment en nu moet Lily wel eerlijk zijn tegen Nat over haar werk. Als de bruiloft dan begint dan krijgt Joan, net voor het moment van het ja zeggen, weeën en ze brengen haar met spoed naar het ziekenhuis. Net voordat ze gaat bevallen, eist ze dat ze getrouwd worden omdat ze niet wil bevallen voordat ze getrouwd zijn en zo trouwen ze in de gang van het ziekenhuis. Ze bevalt van een gezonde baby en het is een zoon.
Kelly maakt kennis met Jimmy in het tehuis. Hij lijdt aan Aids en brengt hier zijn laatste dagen door. Ze is zeer gecharmeerd van hem en krijgen een vriendschap.
Kenny en Valerie worden steeds intiemer. Als Valerie op het strand komt, ziet zij Kenny met zijn familie daar zitten en gaat ernaartoe. Ze ziet dat Kenny zijn trouwring om heeft en vraagt zich af wat dit te betekenen heeft. Later, als ze alleen zijn, verklaart hij dat ze gewoon gaan scheiden maar dat hij hun relatie geheim wil houden om zijn vrouw geen redenen te geven om zijn zoon op te eisen. Valerie besluit hem maar het voordeel van de twijfel te geven.

## Rolverdeling
- Jason Priestley - Brandon Walsh
- Jennie Garth - Kelly Taylor
- Ian Ziering - Steve Sanders
- Brian Austin Green - David Silver
- Tori Spelling - Donna Martin
- Tiffani Thiessen - Valerie Malone
- Joe E. Tata - Nat Bussichio
- Kathleen Robertson - Clare Arnold
- Dalton James - Mark Reese
- Julie Parrish - Joan Diamond
- Joseph Gian - Kenny Bannerman
- Michael Stoyanov - Jimmy Gold
- Katherine Kendall - Lily Diamond